# Audi Nuvolari quattro
De Audi Nuvolari quattro is een conceptauto van de Duitse autoproducent Audi. De auto werd in 2003 op de Autosalon van Genève gepresenteerd en gaf een beeld van Audi's komende GT, te weten de Audi A5. De Nuvolari quattro was de tweede uit een reeks van drie conceptmodellen die Audi in 2003 presenteerde en kwam na de Audi Pikes Peak quattro en voor de Audi Le Mans quattro.

## Techniek
De Nuvolari quattro is voorzien van een 5,0-liter biturbo V10-motor met FSI (directe benzine-inspuiting) welke een vermogen van 600 pk (441 kW) produceert. Het maximale koppel van de motor bedraagt 750 Nm. De Nuvolari quattro heeft permanente quattro vierwielaandrijving voorzien van een Torsen differentieel.
De carrosserie is opgebouwd uit aluminium met de naam Audi Space Frame (ASF) welke techniek ook bij de Audi A8 en Audi TT gebruikt wordt. Daarnaast heeft de auto led verlichting en is voorzien van Audi's MMI-systeem (Multi Media Interface).
De Nuvolari quattro is in staat om in 4,1 van 0 naar de 100 km/u te accelereren. De auto is elektronische begrensd op een topsnelheid van 250 km/u.

## Naam
De Nuvolari quattro is vernoemd naar een van de meest legendarische autocoureurs ooit, Tazio Nuvolari. Nuvolari behaalde 61 overwinningen in de Grand Prix en overleed in 1953. Vijftig jaar na zijn dood werd hij vereerd door de Audi Nuvolari quattro.
De Nuvolari quattro kwam in 2007 als productiemodel onder de naam Audi A5 op de markt ontworpen door Walter de'Silva.

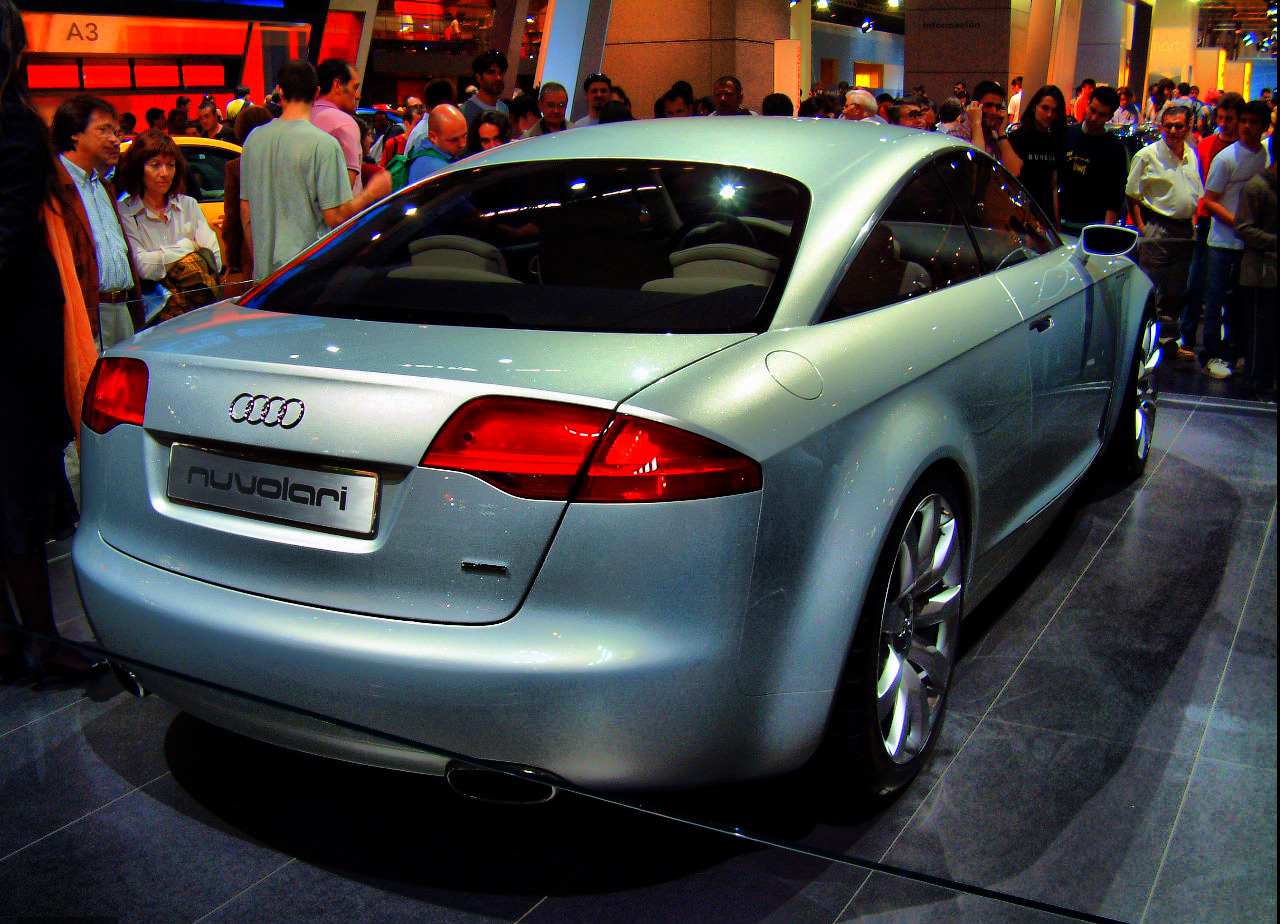
achteraanzicht
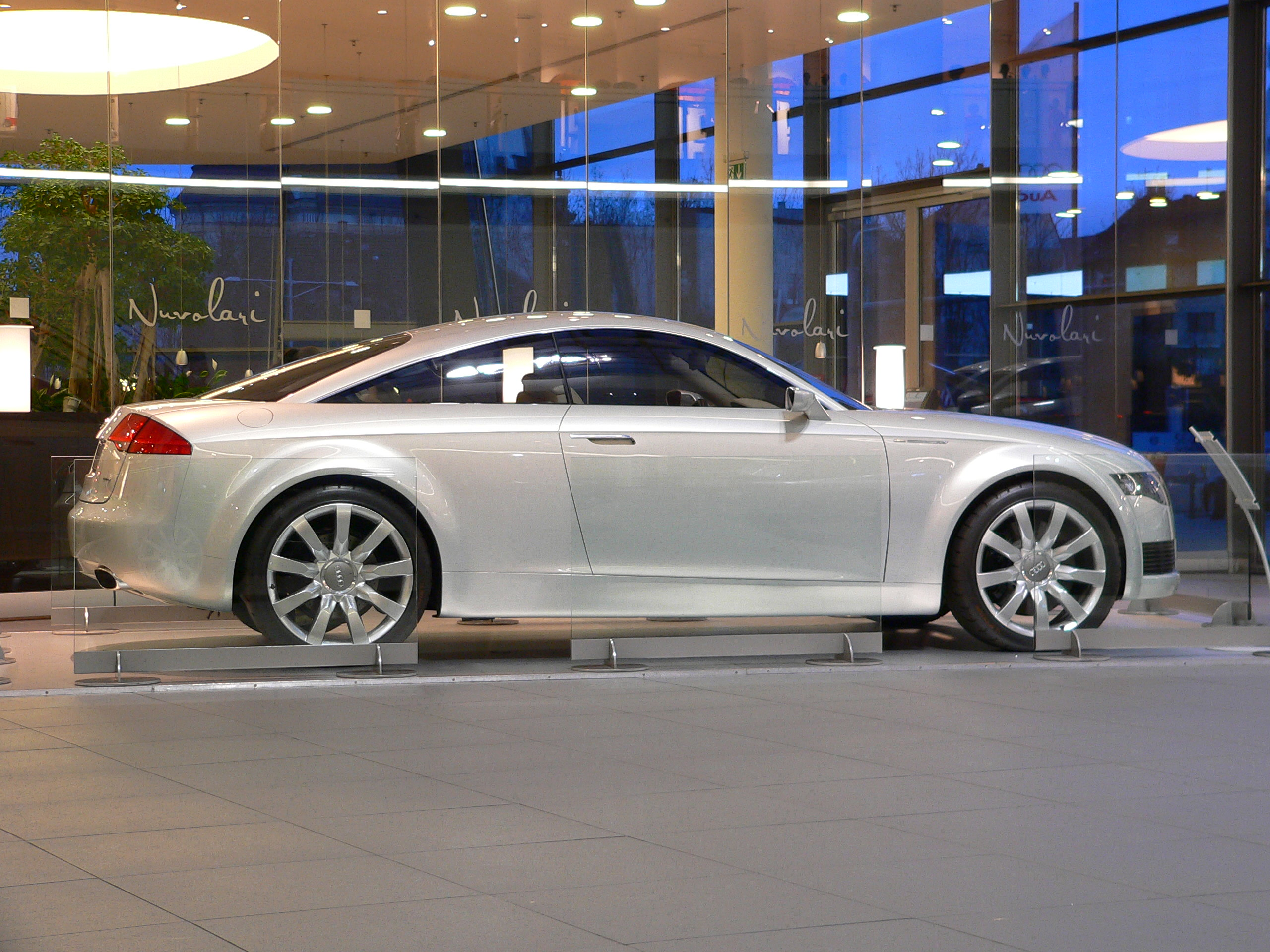
zijaanzicht